# Egon Herbert Harms
Egon Herbert Harms, allgemein Egon H. Harms, (* 14. September 1927 in Bremen; † 5. Januar 2006 in Kirchseelte) war ein deutscher Unternehmer der Automobillogistik.

## Biografie

### Familie und Beruf
Harms war der Sohn eines Werftarbeiters aus Bremen-Aumund. Er diente noch als Soldat im Zweiten Weltkrieg und war bis 1946 in amerikanischer Kriegsgefangenschaft. Von 1946 bis 1954 arbeitete er bei der amerikanischen Armee im Transportwesen und lernte dabei den Beruf eines Speditionskaufmanns. Er war danach Angestellter der Bremer Automobilspedition Wendschlag & Pohl und des  Autospediteurs A. Hegeler & Co.
1959 machte er sich selbstständig mit der Gründung der E.H. Harms Automobile-Logistics  Bremen. Hauptgeschäft der Firma war zunächst die Verschiffung von Privatfahrzeugen der in Deutschland stationierten US-Soldaten nach Amerika. In den folgenden über 40 Jahren baute Harms eine starke international ausgerichtete Unternehmensgruppe für die Automobil-Logistik auf mit um die 1500 Mitarbeitern aus bis zu 30 Nationen. Als Reeder betrieb er auch drei Fährschiffe sowie in einem Joint Venture mit "K" Line mehrere Feederschiffe. Aus diesem Joint Venture ging 2003 die Reederei KESS hervor. 2002 beteiligte sich die BLG Logistics Group an dem Unternehmen. 2003 verabschiedete sich Harms aus der aktiven Geschäftsführung der Unternehmensgruppe und übernahm den Vorsitz des Beirates. 2009 stockte die BLG ihren Gesellschafteranteil von 44 auf 94 Prozent auf. Die restlichen sechs Prozent verblieben bei der Erbengemeinschaft Egon H. Harms.
Harms bzw. sein Unternehmen war gemeinsam mit der Bremer Brauerei Beck’s sowie der Sail Training Association Germany Stifter der DSST und ermöglichte so den Umbau des ehemaligen Feuerschiffs Reserve Sonderburg zur Bark Alexander von Humboldt.
Harms war zweimal verheiratet; er und seine erste Frau hatten 3 Kinder. Mit seiner zweiten Frau hatte er zwei weitere. Mit dieser sorgte er wiederholt dafür, dass russische Kinder aus der Gegend um Tschernobyl Ferien in Deutschland machen konnten sowie durch seinen Förderkreis Praktikumsplätze bei deutschen Betrieben erhielten. Sein soziales Engagement begründete er: „Ich habe im Leben viel Glück gehabt, aber das verpflichtet auch“. 1998 besuchte ihn deshalb der Ex-Präsident der Sowjetunion Michail Gorbatschow. Beide hatten weitere Begegnungen.

### Weitere Mitgliedschaften
- Seit 1992 stellvertretendes Vorstandsmitglied der Deutsch-Japanischen Gesellschaft in Bremen.
- Seit 1996 Ehrenpräsident des Deutsch-Amerikanischen Clubs.
- 1981  Gründer und bis 1996 Präsident des Industrie-Clubs Bremen.
- Mitglied in verschiedenen Beiräten wie der Deutschen Bahn AG und des Kölner Gerling-Konzerns.

## Werke
- Gewinne durch Fairplay – Ein Plädoyer für Menschlichkeit im Management.  Verlag Finanzbuch, Bremen 1997, ISBN 3-932114-05-1.

## Ehrungen
- Bundesverdienstkreuz 1. Klasse (1990)
- Zur Erinnerung an sein Lebenswerk steht seit 2009 in Bremen-Mitte im Innenhof des Hauptverwaltungssitzes der BLG am Präsident-Kennedy-Platz die Statue Agamemnon vom Bildhauer Waldemar Otto. Das Landesamt für Denkmalpflege Bremen bemerkte dazu:  „Mit dem Titel der Skulptur vergleicht der Künstler [...] Harms mit Agamemnon, der ebenfalls ein guter und mutiger Unternehmer gewesen war und seine Ziele zäh und ausdauernd verfolgte.“
- 1995 Ehrenbürger der Hochschule Bremerhaven